# Nghị viện Liban
Nghị viện Liban (tiếng Ả Rập: مجلس النواب Majlis an-Nuwwab; tiếng Pháp: Chambre des députés) là cơ quan lập pháp cao nhất của nước Cộng hòa Liban. Có 128 nghị sĩ được bầu trong nhiệm kỳ 4 năm theo các khu vực bầu cử, phân bổ cho các Kitô hữu và các tín đồ Hồi giáo khác nhau tại Liban. Nghị viện Liban được bầu theo hệ thống phổ thông đầu phiếu dành cho người trưởng thành. Quyền hạn chính của nó là bầu tổng thống, phê chuẩn nội các chính phủ (được bổ nhiệm bởi tổng thống và chủ tịch Hội đồng Bộ trưởng, cùng với sự tin tưởng của đa số nghị viện), và phê duyệt luật và chi tiêu.
Vào ngày 15 tháng 5 năm 2013, nghị viện Liban kéo dài nhiệm kỳ thêm 17 tháng, do bế tắc về luật bầu cử. Và vào ngày 5 tháng 11 năm 2014, nghị viện mở rộng nhiệm kỳ thêm một lần nữa, với thời gian là 31 tháng, cho đến ngày 20 tháng 6 năm 2017. Đến ngày 16 tháng 6 năm 2017, nghị viện đã nhất trí mở rộng nhiệm kỳ thêm 11 tháng nữa để chuẩn bị cho một cuộc bầu cử với luật bầu cử được cải cách nhiều.

## Tòa nhà nghị viện
Tòa nhà nghị viện được thiết kế bởi Mardiros Altounian, cũng là kiến trúc sư của tháp đồng hồ Étoile. Tòa nhà được hoàn thành năm 1934 dưới thời ủy trị Pháp. Nó theo lối kiến trúc truyền thống Liban, lối kiến trúc của cung điện Emirs ở dãy núi Chouf. Ông cũng lấy cảm hứng từ phong cách Orient phát triển ở Paris, Istanbul, Cairo vào đầu thế kỷ 20. Tòa nhà kết hợp thiết kế Beaux-Arts với các yếu tố lấy từ truyền thống kiến trúc địa phương, bao gồm cả cửa sổ vòm đôi. Mặt tiền được lát đá vôi, được trang trí bởi các tấm trần, các lỗ cong, và một khung bê tông cốt thép đường kính 20 mét bao quanh phòng họp. Nó đại diện cho một thành tựu kỹ thuật chính vào thời điểm đó.

## Phân bổ số ghế
Một điều độc đáo trong nghị viện Liban là nguyên tắc phân bổ ghế dựa trên tôn giáo: mỗi cộng đồng tôn giáo đều có một số đại diện trong nghị viện. Trong các cuộc bầu cử được tổ chức từ năm 1932 đến năm 1972 (cuộc bầu cử cuối cùng được tổ chức trước nội chiến Liban), ghế được phân bổ giữa Kitô hữu và Hồi giáo theo tỉ lệ 6:5 nghiêng về Kitô hữu, với tỉ lệ của mỗi tôn giáo dựa trên cuộc điều tra dân số năm 1932. Vào những năm 1960, người Hồi giáo không hai lòng với hệ thống này vì cho rằng họ có tỉ lệ sinh và nhập cư cao hơn so với các Kitô hữu nên chắc chắn vào thời điểm này, Hồi giáo đang chiếm đa số so với Kitô hữu, bởi vậy mà hệ thống phải ngược lại với ban đầu. Các chính khách Cơ đốc giáo không muốn hủy bỏ hay thay đổi hệ thống, tuy nhiên, nó là một yếu tố trong cuộc nội chiến kéo dài từ năm 1975 đến năm 1990. Hiệp định Taif năm 1989 giúp kết thúc cuộc chiến, đã quy định lại hệ thống để tạo ra sự công bằng giữa Cơ đốc giáo và Hồi giáo với mỗi tôn giáo có 64 trong tổng số 128 ghế. Hiện nay, Hồi giáo đang chiếm đa số tại Liban, Cơ đốc giáo chiếm 40,5% dân số Liban.
Dù vậy, tất cả ứng cử viên, bất kể tôn giáo của họ, đều được bầu bởi phổ thông đầu phiếu, buộc các chính trị gia phải tìm kiếm sự ủng hộ từ bên ngoài cộng đồng tôn giáo của họ, trừ khi cộng đồng của họ chiếm đa số.
Những thay đổi bởi Hiệp định Taif được trình bày ở bảng dưới:
| Tôn giáo                     | Trước Taif | Sau Taif |
| ---------------------------- | ---------- | -------- |
| Công giáo Maronite           | 30         | 34       |
| Chính thống giáo phương Đông | 11         | 14       |
| Công giáo Melkite            | 6          | 8        |
| Chính thống giáo Armenia     | 4          | 5        |
| Công giáo Armenia            | 1          | 1        |
| Tin Lành                     | 1          | 1        |
| Các nhóm Công giáo thiểu số  | 1          | 1        |
| Tổng Kitô hữu                | 54         | 64       |
| Sunni                        | 20         | 27       |
| Shi'ite                      | 19         | 27       |
| Alawite                      | 0          | 2        |
| Druze                        | 6          | 8        |
| Tổng Hồi giáo                | 45         | 64       |
| Tổng                         | 99         | 128      |

| Phân bổ ghế trong cuộc bầu cử Nghị viện Liban (Majlis an-Nuwwab) Theo Thỏa hiệp Doha | Phân bổ ghế trong cuộc bầu cử Nghị viện Liban (Majlis an-Nuwwab) Theo Thỏa hiệp Doha | Tổng | Công giáo Maronite | Hồi giáo Shi'a | Hồi giáo Sunni | Chính thống giáo Hy Lạp | Druze | Người Armenia | Công giáo Hy Lạp | Alawite | Tin Lành | Thiểu số |
| ------------------------------------------------------------------------------------ | ------------------------------------------------------------------------------------ | ---- | ------------------ | -------------- | -------------- | ----------------------- | ----- | ------------- | ---------------- | ------- | -------- | -------- |
| Beirut 19                                                                            | Beirut 1                                                                             | 5    | 1                  | -              | -              | 1                       | -     | 2             | 1                | -       | -        | -        |
| Beirut 19                                                                            | Beirut 2                                                                             | 4    | -                  | 1              | 1              | -                       | -     | 2             | -                | -       | -        | -        |
| Beirut 19                                                                            | Beirut 3                                                                             | 10   | -                  | 1              | 5              | 1                       | 1     | -             | -                | -       | 1        | 1        |
| Bekaa 23                                                                             | Bekaa+Hermel                                                                         | 10   | 1                  | 6              | 2              | -                       | -     | -             | 1                | -       | -        | -        |
| Bekaa 23                                                                             | Zahlah                                                                               | 7    | 1                  | 1              | 1              | 1                       | -     | 1             | 2                | -       | -        | -        |
| Bekaa 23                                                                             | Rashaya+Tây Bekaa                                                                    | 6    | 1                  | 1              | 2              | 1                       | 1     | -             | -                | -       | -        | -        |
| Núi Liban 35                                                                         | Jbeil                                                                                | 3    | 2                  | 1              | -              | -                       | -     | -             | -                | -       | -        | -        |
| Núi Liban 35                                                                         | Kisrawan                                                                             | 5    | 5                  | -              | -              | -                       | -     | -             | -                | -       | -        | -        |
| Núi Liban 35                                                                         | Bắc Metn                                                                             | 8    | 4                  | -              | -              | 2                       | -     | 1             | 1                | -       | -        | -        |
| Núi Liban 35                                                                         | Baabda                                                                               | 6    | 3                  | 2              | -              | -                       | 1     | -             | -                | -       | -        | -        |
| Núi Liban 35                                                                         | Aley                                                                                 | 5    | 2                  | -              | -              | 1                       | 2     | -             | -                | -       | -        | -        |
| Núi Liban 35                                                                         | Chouf                                                                                | 8    | 3                  | -              | 2              | -                       | 2     | -             | 1                | -       | -        | -        |
| Bắc Liban 28                                                                         | Akkar                                                                                | 7    | 1                  | -              | 3              | 2                       | -     | -             | -                | 1       | -        | -        |
| Bắc Liban 28                                                                         | Dinniyeh & Minieh                                                                    | 3    | -                  | -              | 3              | -                       | -     | -             | -                | -       | -        | -        |
| Bắc Liban 28                                                                         | Bsharreh                                                                             | 2    | 2                  | -              | -              | -                       | -     | -             | -                | -       | -        | -        |
| Bắc Liban 28                                                                         | Tripoli                                                                              | 8    | 1                  | -              | 5              | 1                       | -     | -             | -                | 1       | -        | -        |
| Bắc Liban 28                                                                         | Zgharta                                                                              | 3    | 3                  | -              | -              | -                       | -     | -             | -                | -       | -        | -        |
| Bắc Liban 28                                                                         | Kurah                                                                                | 3    | -                  | -              | -              | 3                       | -     | -             | -                | -       | -        | -        |
| Bắc Liban 28                                                                         | Batrun                                                                               | 2    | 2                  | -              | -              | -                       | -     | -             | -                | -       | -        | -        |
| Nam Liban 23                                                                         | Saida                                                                                | 2    | -                  | -              | 2              | -                       | -     | -             | -                | -       | -        | -        |
| Nam Liban 23                                                                         | Tyre                                                                                 | 4    | -                  | 4              | -              | -                       | -     | -             | -                | -       | -        | -        |
| Nam Liban 23                                                                         | Zahrani                                                                              | 3    | -                  | 2              | -              | -                       | -     | -             | 1                | -       | -        | -        |
| Nam Liban 23                                                                         | Hasbaya & Marjeyoun                                                                  | 5    | -                  | 2              | 1              | 1                       | 1     | -             | -                | -       | -        | -        |
| Nam Liban 23                                                                         | Nabatiyeh                                                                            | 3    | -                  | 3              | -              | -                       | -     | -             | -                | -       | -        | -        |
| Nam Liban 23                                                                         | Bint Jbeil                                                                           | 3    | -                  | 3              | -              | -                       | -     | -             | -                | -       | -        | -        |
| Nam Liban 23                                                                         | Jezzine                                                                              | 3    | 2                  | -              | -              | -                       | -     | -             | 1                | -       | -        | -        |
| Tổng 128                                                                             | Tổng 128                                                                             | 128  | 34                 | 27             | 27             | 14                      | 8     | 6             | 8                | 2       | 1        | 1        |

## Chủ tịch Nghị viện
Chủ tịch Nghị viện theo quy định là một tín đồ Hồi giáo Shia, được bầu với nhiệm kỳ 4 năm. Trước hiệp định Taif là 2 năm. Chức vụ hiện tại thuộc về lãnh đạo phong trào Amal, Nabih Berri.